# つくし (プロレスラー)
春輝 つくし（はるか つくし、1997年9月6日 - ）は、日本の元女子プロレスラー。身長148cm、体重47kg、血液型B型。茨城県神栖市出身。

## 人物
- 高校卒業までは、自宅のある茨城県神栖市から片道3時間を掛けてアイスリボン道場に通い試合に出場していた。休日は道場に泊まり込み、練習と試合に参加。現在は東京在住。
- 小柄ながら、オリジナル技を含む多彩な丸め込みや精度の高いドロップキックなどの飛び技を駆使する。その技量はベテランレスラーからも高く評価されている。
- 鹿島学園高等学校レスリングスクールに所属してアマレスのトレーニングを積んでいたため、グラウンドレスリングも得意とする。なお、同スクールには雫有希も練習に加わっていた。
- またジムに通うなどして筋力を強化しており、エルボー等のハードヒットな打撃にも定評がある。
- 負けん気が強く、相手の攻撃を受けた後、即座に反撃することが多い。人懐っこく愛嬌を振りまいたかと思えば突然態度を豹変させるなど、小悪魔的な立ち回りを見せることもある。更にはイベント興行等の場外戦にはほぼ関与しており、備品のパイロン・コーンバー・運搬用の台車・空のペットボトルなどを凶器として悪用したりする。
- 豊田真奈美を「プロレスでの母」と慕っており、二人が組む時は「母娘タッグ」と称する。豊田からコスチュームを譲り受けた他、持ち技も伝授されている。

## 経歴・戦歴

### 2009年
- 12月、アイスリボンの冬季合宿にくるみ（現：柊くるみ）と共に参加。合宿最終日の2010年1月4日新木場1stRING大会で、都宮ちい（現：ミクロ）相手にエキシビジョンマッチを行う。
- 新木場大会以降、くるみと共に毎週土曜日の道場マッチ（イサミレッスル武闘館）を中心に毎週エキシビジョンマッチを行い、興行終了後のアンケートに、デビューしてもいいかを決める投票を行い、500票に到達した時点でデビューするという企画を実施。

### 2010年
- 3月13日、投票総数が500票に到達した為。デビュー決定。翌3月14日の三軒茶屋大会（イベント興行・vs都宮ちい）でプロデビューを果たす。
- 4月29日、オリジナル技のハルカゼで都宮ちいからプロ初勝利を挙げる。
- 5月22日、さくらえみから試合開始5秒で勝利し、団体最短記録を更新（それまでは藤本つかさの6秒が最速）。試合後、ICE×60王座戦線への参入を表明。
- 6月5日、板橋グリーンホール大会で、さくらえみのICE×60王座に挑戦するも、王座獲得に失敗。

### 2011年
- 3月18日、19時女子プロレスに初参戦。
- 3月22日、19時女子プロレスにて初代IW19王座決定トーナメントに出場。1回戦で宮城もち、決勝で藤本つかさを破り優勝。デビュー以来初タイトルを獲得する。
- 4月10日、19時女子プロレス特別編として、自らがアマレスのトレーニングを積む鹿島学園高校レスリングスクールにてさくらえみを相手にIW19初防衛戦を戦い、19分時間切れ引き分けで防衛に成功。
- 4月15日、19時女子プロレス大阪Mアリ大会（大阪プロレスが会場と2試合を提供）でのIW19防衛戦で真琴と対戦して勝利。2度目の防衛を果たした。
- 4月16日、アイスリボン大阪Mアリ大会にて、りほ（現：里歩）と組んでさくらえみ＆Rayが持つインターナショナル・リボンタッグ王座に挑戦するが敗れた。
- 5月5日、アイスリボン後楽園ホール大会のメインイベントにて、藤本つかさの持つICE×60王座に挑戦するも敗退。
- 5月13日、19時女子プロレスにて、都宮ちいを相手にIW19防衛戦を戦い、スカイツリーで勝利。
- 5月27日、19時女子プロレスにて、みなみ飛香の挑戦を受けて4度目のIW19防衛戦を行うが防衛に失敗、ベルトを失った。
- 6月11日、さくらえみから試合開始4秒で勝利し、自らが持つ最短記録を更新[1]。
- 6月12日、ジャングルジャック21自主興行東京キネマ倶楽部大会にてアジャ・コングの3人掛けの相手の2人目として登場（1人目はバイソン木村に変装した広田さくら、3人目は鈴木みのる）。垂直落下式ブレーンバスターを受けて敗れるも、アジャからドロップキックを「豊田真奈美の再来」と称賛される。
- 6月19日、「TeensIII」アイスリボン道場大会にて藤本つかさの持つICE×60王座に挑戦するも敗退。
- 7月10日、アイスリボン横浜大会「横浜リボン」にて豊田真奈美と対戦し敗れるも、豊田から「もっと多くの人に見て貰え」と称賛される。これに対し、8月21日後楽園大会での再戦を要求、豊田は同日OZアカデミー横浜文体への参戦（カルロス天野と組んでのOZアカデミー認定タッグ選手権試合）が既に決まっていたが、これを受諾（後日、このカードを第1試合に組む事が発表される）。
- 8月21日、アイスリボン後楽園ホール大会、豊田真奈美と再戦し、健闘するも敗れる。
- 9月24日、アイスリボン横浜ラジアントホール大会「横浜リボン」にてインターナショナルリボンタッグ王座決定トーナメントに豊田真奈美とタッグを組み参加。決勝まで勝ち進む活躍を見せるも十文字姉妹（DASH・チサコ＆仙台幸子）に敗れる。
- 10月15日、藤本つかさと組み十文字姉妹の持つインターナショナルリボンタッグ王座に挑戦。一進一退の攻防の末、20分引き分けとなり王座には手が届かなかったものの規定により王者組は王座剥奪、空位となる。このタッグは豊田真奈美により「ドロップキッカーズ」と名づけられた。
- 10月27日、センダイガールズ主催「女子プロレス団体対抗 Flashトーナメント」にアイスリボン代表の5選手のひとりとして参戦。トーナメント初戦の相手、センダイガールズの里村明衣子代表にドロップキックを決め、チサコ相手にハルカゼなどで見せ場を作るも、ピンフォールを奪われアイスリボンは敗退。
- 11月25日、19時女子プロレスにてIW19王座を防衛したばかりの第4代王者くるみの勝利者インタビュー中に乱入し挑戦表明。くるみもこれを受諾。
- 12月2日、19時女子プロレスにて破り第5代IW19王者となる。
- 12月25日、アイスリボン後楽園大会「RIBBONMANIA2011」にて、さくらえみとタッグを組み里村明衣子＆仙台幸子組とインターナショナル・リボンタッグ王座を賭けて対戦。攻め込まれるも得意技「ハルカゼ」で幸子から自らピンフォールを奪い勝利。第21代リボンタッグ王者となる。
- 12月28日、アイスリボン道場大会アイスリボン356にてリボンタッグ王座を賭けて志田光＆成宮真希組と対戦し敗退。リボンタッグ王座を失う。

### 2012年
- 1月8日、ブル中野引退興行「女帝」の10人タッグ戦でダンプ松本（極悪同盟）のチームの一員として参加し、勝利に貢献。
- 2月5日、藤本つかさとのタッグで志田光＆成宮真希組を破って第23代インターナショナル・リボンタッグ王者となる。
- 3月20日、アイスリボンマーチ2012後楽園大会にて豊田真奈美＆くるみ組を破ってインターナショナル・リボンタッグを初防衛。
- 3月23日、19時女子プロレスにてIW19王座を賭けくるみと対戦するも初防衛に失敗。
- 4月13日、19時女子プロレスにて行われたIW19王座挑戦者決定トーナメント「19 O'clock Girl'sトーナメント」2回戦にてお寺プロレス所属の雫あき（現：雫有希）選手と対戦、腕固めで敗退。雫はつくしが地元で練習している鹿島学園高校レスリング部でトレーニングをしていた経験があり、同門対決でもあった。
- 5月5日、GOLDEN RIBBON2012後楽園大会にて、希月あおい＆帯広さやか組とインターナショナル・タッグ選手権試合を行い敗退。リボンタッグ王座を失う。
- 8月19日、新木場大会。くるみとのタッグで松本都＆新田猫子組に勝ち、つくるみが第27代インターナショナル・リボンタッグ王者となる。実は同王座初の中学生タッグ王者である。

### 2013年
- 2月27日、空位となったICE×60王座の王者決定リーグに優勝。同王座獲得。
- 3月31日、後楽園大会にて、同期であるくるみを相手に初防衛に成功。この試合当日つくしは「中学生」であった為、後楽園初の女子中学生同士のメインとなった。
- 4月14日、JWP初参戦。ラビット美兎と組み、川佐ナナ&ライディーン鋼組と対戦し、でんでん虫を鋼に決めて勝利。
- 8月24日、REINA東部フレンドホール大会でWNCの新人小林香萌とシングルで対戦し、ミサイルキックからの片エビ固めで勝利[2]。
- 8月25日、アイスリボン後楽園大会で自身がプロレスラーを志すきっかけとなった浜田文子と対戦し、敗れはしたもののタイガースープレックスを2度目の挑戦で決めるなど健闘を見せ[3]、バックステージで文子も「素晴らしい選手でした」と称賛するコメント[4]。ダブルヘッダーでプロレスリングWAVE初参戦。下野佐和子と組み、花月&小林香萌組と対戦し、小林にドロップキックを決めて勝利をアシスト。エンディングで小林とともに「ヤングオー!オー!」への出場を打診された[5]。
- 9月7日、初の単独プロデュース興行を開催し、メインでGAMIとシングルで対戦するが首固めで敗れる[6]。
- 11月16日、初めてとなる同い年の所属外選手とのシングルとして、JWPの新人藤ヶ崎矢子と対戦。ミサイルキックを決めて勝利[7]
- 12月7日、念願の地元凱旋興行神栖リボンを開催し高橋奈苗に敗北。

### 2014年
- JWPタッグリーグ・ザ・ベスト2014にラビット美兎との「春兎」でエントリー。中島安里紗&華名のタッグやコマンド・ボリショイ&木村響子のいるAブロックの代表チームとなりさらには優勝しタッグ二冠の王座に挑戦が決定するも十文字姉妹の妹仙台幸子の欠場によりベルト返上もあり挑戦は5月板橋でのタッグ二冠王者決定戦となる。
- 6月7日、紫雷美央との一騎討ちが決まっていたが盲腸の手術のため欠場。
- 8月14日、後楽園ホールでの「Teens&Jr.夏祭り」のプロデューサーを務める。当日はアイス含め11団体から多数参戦するものの、あきば栞の欠場もあり一日二試合をこなし藤本からの評価は80点だった。

### 2015年
- 4月12日、JWPに華名とのタッグで参戦するもピエロメイクにされてしまう。試合はボリショイからフォールを奪うも入場時から仲間割れが続き試合後にタッグ継続を拒否。
- 12月31日、後楽園ホール大会で浜田文子とシングルを行うも敗北。

### 2016年
- 5月4日、横浜文化体育館大会で里村明衣子と対戦。「学芸会」と呼ばれた過去の清算を期して臨んだが、デスバレーボムで敗れる。
- 9月19日、横浜ラジアントホール大会で柊くるみと組み、藤本つかさ&中島安里紗組の持つインターナショナル・リボンタッグ王座に挑戦。藤本からハルカゼでフォールを奪い、新王者組となる。
- 10月9日、アイスリボン札幌大会にて大畠美咲&水波綾組の挑戦を受けるも敗れ、初防衛に失敗。
- 11月3日、アイスリボン新木場1stRING大会で藤本つかさのICE×∞王座に挑戦し、30分時間切れ引き分け。奪取はならなかったが、王座剥奪に成功する。

### 2017年
- 2月25日、道場マッチにてダイビング・フットスタンプを放った際に左足首の靱帯を損傷し、欠場に入る。
- 3月12日、広島県立広島産業会館東展示館大会にて復帰。
- 3月26日、後楽園ホール大会にて大畠美咲&水波綾組のインターナショナル・リボンタッグ王座に挑戦。怪我の心理的影響によりダイビング・フットスタンプを飛べない状態であったが、ハルカゼで大畠をフォールし王座奪還に成功。
- 5月3日、横浜ラジアントホールでの「Teens10 Final」のプロデューサーを務める。つくし自身が本年中に成人を迎えることもあり、Teens興行は今回をもって一区切りとなった。
- 5月28日、両国KFCホール大会にて、星ハム子&宮城もち組を相手にインターナショナル・リボンタッグ王座の防衛戦を行うが、20分時間切れ引き分けとなり、王座を剥奪される。
- 7月29日の道場マッチ以降、不祥事により出場停止。
  - 7月22日（SKIPシティ大会後）、仲の良い選手(氏名非公表)と食事中に口論となり、暴行を加え、埼玉県警察に逮捕・拘留されていたことを、20歳を迎えたけじめとして公表。佐藤肇社長・藤本つかさ選手代表と共に謝罪会見を行なった。
  - 家庭裁判所における少年審判では、不処分（起訴猶予処分）の決定が下りたが、この時点で示談交渉が進んでいなかった事から、交渉の円滑化を兼ねて、当面は出場を自粛して、団体職員となる[8]。
  - また本件に加え、当時パートナーであった柊くるみの負傷欠場も重なり、タッグ王座も剥奪される。
  - これに加えて、11月3日の豊田真奈美引退興行も、出場停止に加え、会場出入禁止処分も通達された。
- 示談交渉の成立を受け、12月23日の道場マッチにて再デビューという形で12月31日付で復帰をすることが発表される。対戦相手は藤本つかさ。

### 2018年
- 3月25日、トライアングルリボン王座次期挑戦者決定戦に勝利し、一度は挑戦権を得るも、4月8日両国KFCホール大会にて負けた事に対し、王者・鈴木秀樹より挑戦権無効を宣告される。
- 4月21日、藤田あかね、宮城もちとの「真・挑戦者決定戦」に勝利し、改めて挑戦者となる。
- 5月3日、横浜ラジアントホール大会「横浜リボン2018GWⅠ～横浜プロレスまつり2018～」 にて鈴木の王座に挑戦。推薦者である謎の相撲戦士「氷結」に相撲を挑む一幕もあったが、鈴木に真・ビーナスクラッチでフォールされ敗退。
- 5月20日、宮城野区文化センター大会「仙台リボン2018」にて中島安里紗と初のシングルマッチを戦い、ドラゴン・スープレックスホールドで敗れる。

### 2021年
- 11月13日、大田区総合体育館大会にて藤本つかさの持つICE×∞王座に挑戦し勝利。前身であるICE×60王座以来8年ぶり、2回目の王座戴冠となった。

### 2022年
- 1月16日、後楽園ホール大会「アイスリボン〜冬物語2022〜」にて自身が保持するICE×∞王座の防衛戦を行い、星いぶきの挑戦を退け、3度目の防衛に成功。
- 3月4日、児童教育関係の仕事に就くため、5月4日の横浜武道館大会「アイスリボン 横浜武道館大会II」にて現役を引退することを発表した。
- 5月4日、横浜武道館大会「アイスリボン 横浜武道館大会II」にて現役を引退。

## タイトル歴
- 初代19時女子プロレス認定インターネットシングル王座
- 第5代19時女子プロレス認定インターネットシングル王座
- 第21代インターナショナルリボンタッグ王座（パートナーはさくらえみ）
- 第23代インターナショナルリボンタッグ王座（パートナーは藤本つかさ）
- 第913代アイアンマンヘビーメタル級王座
- 第25代インターナショナルリボンタッグ王座（パートナーは藤本つかさ）
- 第27、38、40、41代インターナショナルリボンタッグ王座（パートナーはくるみ（柊くるみ））
- 第31代インターナショナルリボンタッグ王座（パートナーは希月あおい）
- 第34代インターナショナルリボンタッグ王座（パートナーは紫雷美央）
- 第7代REINA世界タッグ王座（パートナーは希月あおい）
- 第17代ICE×60王座
- 第33代ICE×∞王座

## 得意技

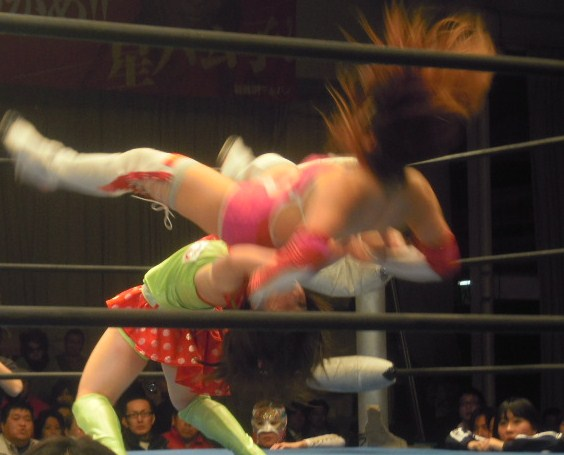
得意技の1つであるタイガー・スープレックス・ホールド。

ハルカゼ（コルバタ式エビ固め）
セカンドロープから後方にいる相手の腰に飛び付いてコルバタの要領で旋回して投げ捨てずに、そのままエビに固める。代表的なフィニッシャー。
タイガー・スープレックス・ホールド
相手の背中（肩甲骨の辺り）に自らの手の平を押し当てた状態で投げる佐山聡式。フィニッシャーの一つ。
でんでんむし
相手と背中合わせで腕をクラッチしそのまま前転で相手を叩きつけ、更にジャックナイフで固める。フィニッシャーの一つ。
ダイビング・フット・スタンプ
フィニッシャーの一つ。また地獄の断頭台式や断崖式フットスタンプ、さらにはフォールの体勢からのフットスタンプも使用する。
ジャパニーズ・オーシャン・スープレックス・ホールド
フィニッシャーの一つ。豊田真奈美から継承。
ドロップキック
おてんばダッシュ
エルボー
倍返しエルボー
相手からの打撃等に対して「キレた」状態になり、相手の髪を掴んでエルボーを連打する。
トゥインクルスターロック
腕ではなく足を利用してチョーク気味に締め上げるキャメルクラッチ。そこから両足でのキャメルクラッチとアンクルロックの複合技に移行することが多い。
パロ・スペシャル
ウォーズマン式
ダイビング・クロスボディ
プランチャ・スイシーダ
飛び出せ元気
紫雷美央命名。ハーフダウンでロープにもたれかかった相手へ走り込み、顔面を撃ち抜く低空ドロップキック。
カサドーラ
ウラカン・ラナ
人工衛星式コルバタ
デジャヴ
ヘデック
低空飛びつき式フランケンシュタイナー。HAYATAのものと同型。
神栖
キル・スイッチ（アンプリティアー）
クリスチャン（WWE）のものと同型。ロープを利用した旋回式も見せる。
どどん
田口隆祐と同型。
弓矢固め
変形弓矢固め
相手の足を四の字にロックしての弓矢固め
オースイ・スープレックスホールド
カニばさみクラッチ
飛び付き式DDT
CIMAのナカユビと同型。
スカイツリー
ロープを使わず、ヨシタニックの体勢から技に入るハルカゼの改良型。
ソフトクリーム
コマンド・ボリショイのライムライトに似た入り方から、カサドーラではなくハルカゼに移行する。
土蜘蛛
紫雷美央から継承。つくしは肩車から高角度で放つ。
女郎蜘蛛
紫雷美央から継承。
ハルカゼ空
コーナーから飛びついてのカサドーラ。空とは弟の名前から由来。

## 入場曲
- 春風LOVER SONG（CHERRYBLOSSOM）